# كارلوس سانشيز أغيار
كارلوس سانشيز أغيار (بالإسبانية: Carlos Sánchez Aguiar)‏ هو مدرب كرة قدم ومدرب رياضي إسباني، ولد في 28 نوفمبر 1957 في مدريد في إسبانيا.